# 산타카타리나시

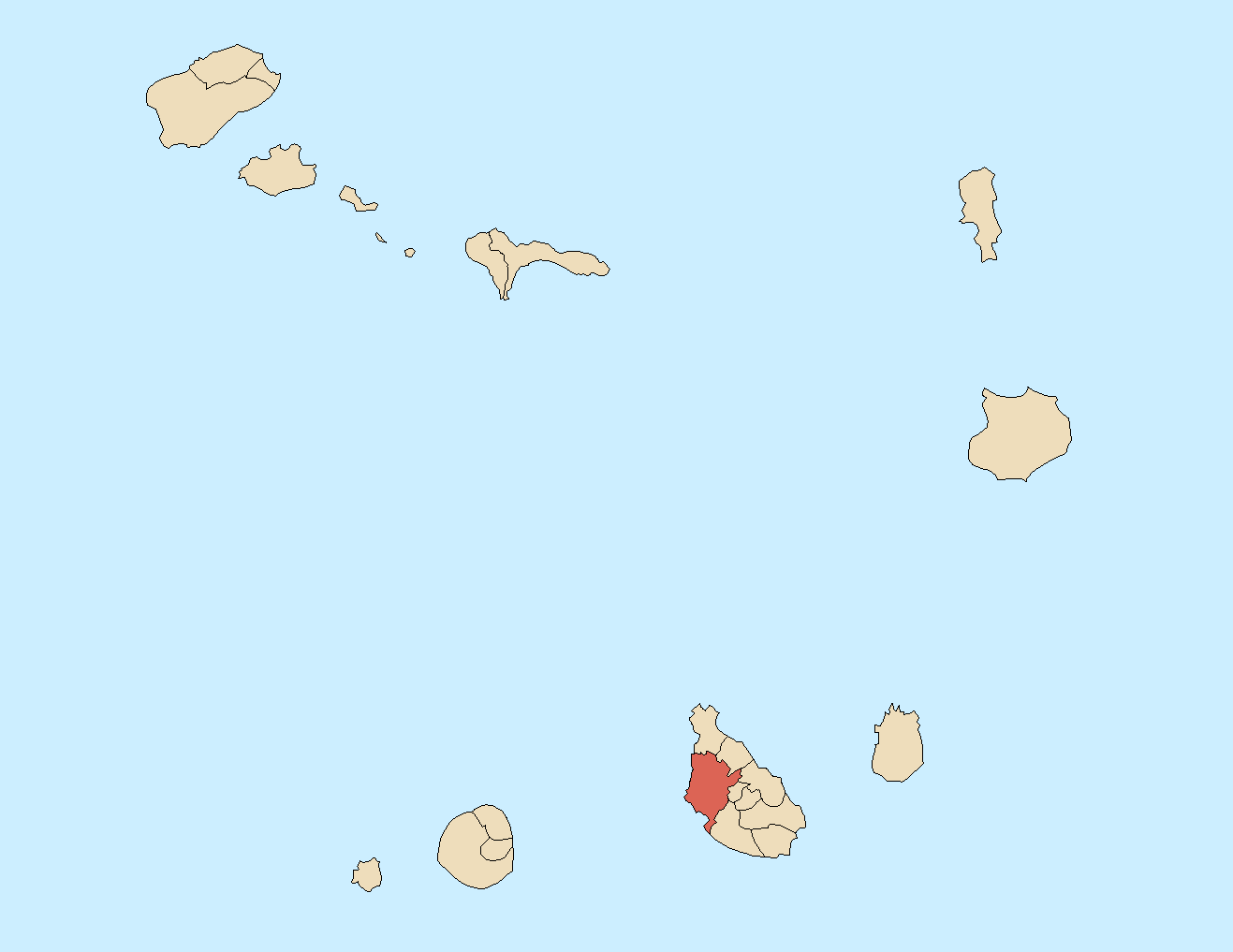
산타카타리나시의 위치

산타카타리나시(포르투갈어: Santa Catarina)는 카보베르데를 구성하는 22개 지방 자치체 가운데 하나로 산티아구섬 서부에 위치한다. 행정 중심지는 아소마다이며 면적은 242.6km2, 인구는 41,455명(2010년 기준)이다. 1개 교구(산타카타리나(Santa Catarina) 교구)를 관할한다.